# Hulthstuga

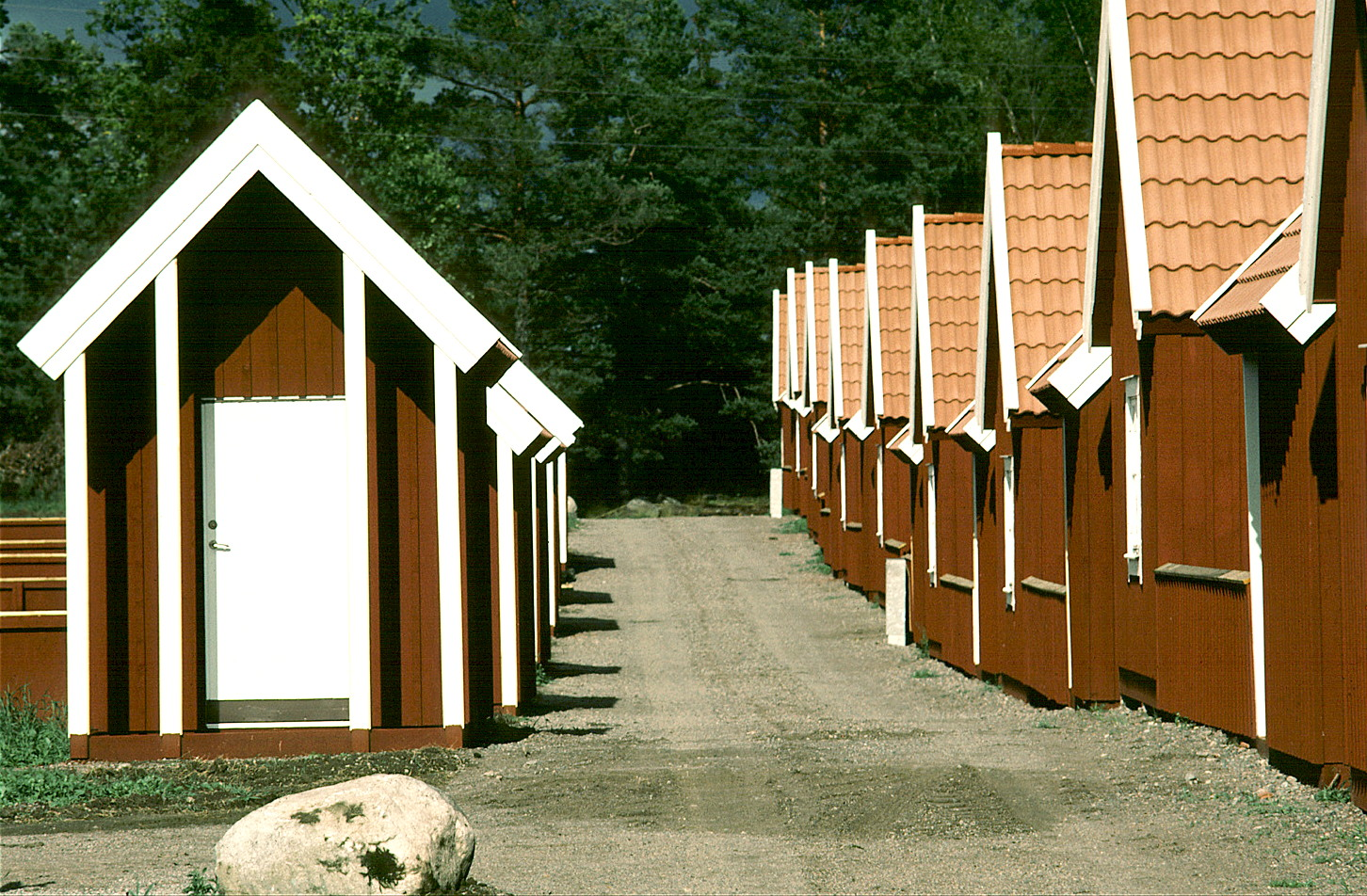
"Hulthstugor" på Värmdö 1981

Hulthstugan är ett fritidshus i ett fritidshusområde på kommunal mark.
Idén till Hulthstugan kläcktes i början av 1980-talet av dåvarande borgarrådet i Stockholm, Mats Hulth. Därför har stugorna fått det informella namnet Hulthstugor. Tanken var att på Stockholms stads mark upplåta tomter för självbyggda fritidshus, till en rimlig kostnad. Genom gemensamt köp av byggsats skulle priset hållas nere.